# Cerbalus psammodes
Cerbalus psammodes är en spindelart som beskrevs av Levy 1989. Cerbalus psammodes ingår i släktet Cerbalus och familjen jättekrabbspindlar. Inga underarter finns listade i Catalogue of Life.